# Anthriscus velutinus
Anthriscus velutinus là một loài thực vật có hoa trong họ Hoa tán. Loài này được Sommier & Levier mô tả khoa học đầu tiên năm 1895.